# Perkebunan Bandar Pulau
Perkebunan Bandar Pulau is een bestuurslaag in het regentschap Asahan van de provincie Noord-Sumatra, Indonesië. Perkebunan Bandar Pulau telt 893 inwoners (volkstelling 2010).